# Спарта (тауншип, Миннесота)
Спарта (англ. Sparta) — тауншип в округе Чиппева, Миннесота, США. На 2000 год его население составило 814 человек.

## География
По данным Бюро переписи населения США площадь тауншипа составляет 102,6 км², из которых 101,7 км² занимает суша, а 0,9 км² — вода (0,88 %).

## Демография
По данным переписи населения 2000 года здесь находились 814 человек, 311 домохозяйств и 247 семей.  Плотность населения —  8,0 чел./км².  На территории тауншипа расположено 326 построек со средней плотностью 3,2 построек на один квадратный километр. Расовый состав населения: 98,89 % белых, 0,37 % коренных американцев, 0,37 % азиатов и 0,37 % приходится на две или более других рас.
Из 311 домохозяйств в 36,7 % воспитывались дети до 18 лет, в 70,7 % проживали супружеские пары, в 4,2 % проживали незамужние женщины и в 20,3 % домохозяйств проживали несемейные люди. 18,3 % домохозяйств состояли из одного человека, при том 8,0 % из — одиноких пожилых людей старше 65 лет. Средний размер домохозяйства — 2,62, а семьи — 2,93 человека.
26,8 % населения — младше 18 лет, 7,1 % — в возрасте от 18 до 24 лет, 24,6 % — от 25 до 44, 29,6 % — от 45 до 64, и 11,9 % — старше 65 лет. Средний возраст — 40 лет. На каждые 100 женщин приходилось 108,2 мужчин.  На каждые 100 женщин старше 18 приходилось 100,7 мужчин.
Средний годовой доход домохозяйства составлял 46 042 доллара, а средний годовой доход семьи —  48 056 долларов. Средний доход мужчин —  34 545  долларов, в то время как у женщин — 22 031. Доход на душу населения составил 19 392 доллара. За чертой бедности находились 5,6 % семей и 7,5 % всего населения тауншипа, из которых 9,5 % младше 18 и 7,1 % старше 65 лет.